# Africa
L'Africa è un continente del pianeta Terra, il terzo per superficie e secondo per popolazione. L'Africa è attraversata dall'Equatore e dai tropici del Cancro e del Capricorno; conseguentemente gran parte del territorio ricade nella zona torrida ed è caratterizzato da deserti, savane e foreste pluviali. È il continente con la più grande area interessata dal clima arido e caldo (clima "BWh" della classificazione dei climi di Köppen). Non mancano però, all'estremo nord e all'estremo sud, anche zone con climi più temperati. Insieme all'Europa e all'Asia, forma il cosiddetto Continente Antico.
Confina a nord con il Mar Mediterraneo, ad nord-est con l'Asia, attraverso l'istmo di Suez, ad est con il Mar Rosso e l'Oceano Indiano, a sud con l'Oceano Indiano e l'Oceano Atlantico, ad ovest con l'Oceano Atlantico. È separata dall'Europa dallo Stretto di Gibilterra. La distanza minima dal continente americano è di circa 4000 km, sulla linea che va da Santo Antão, nelle isole di Capo Verde, a Fortaleza, in Brasile.

## Etimologia

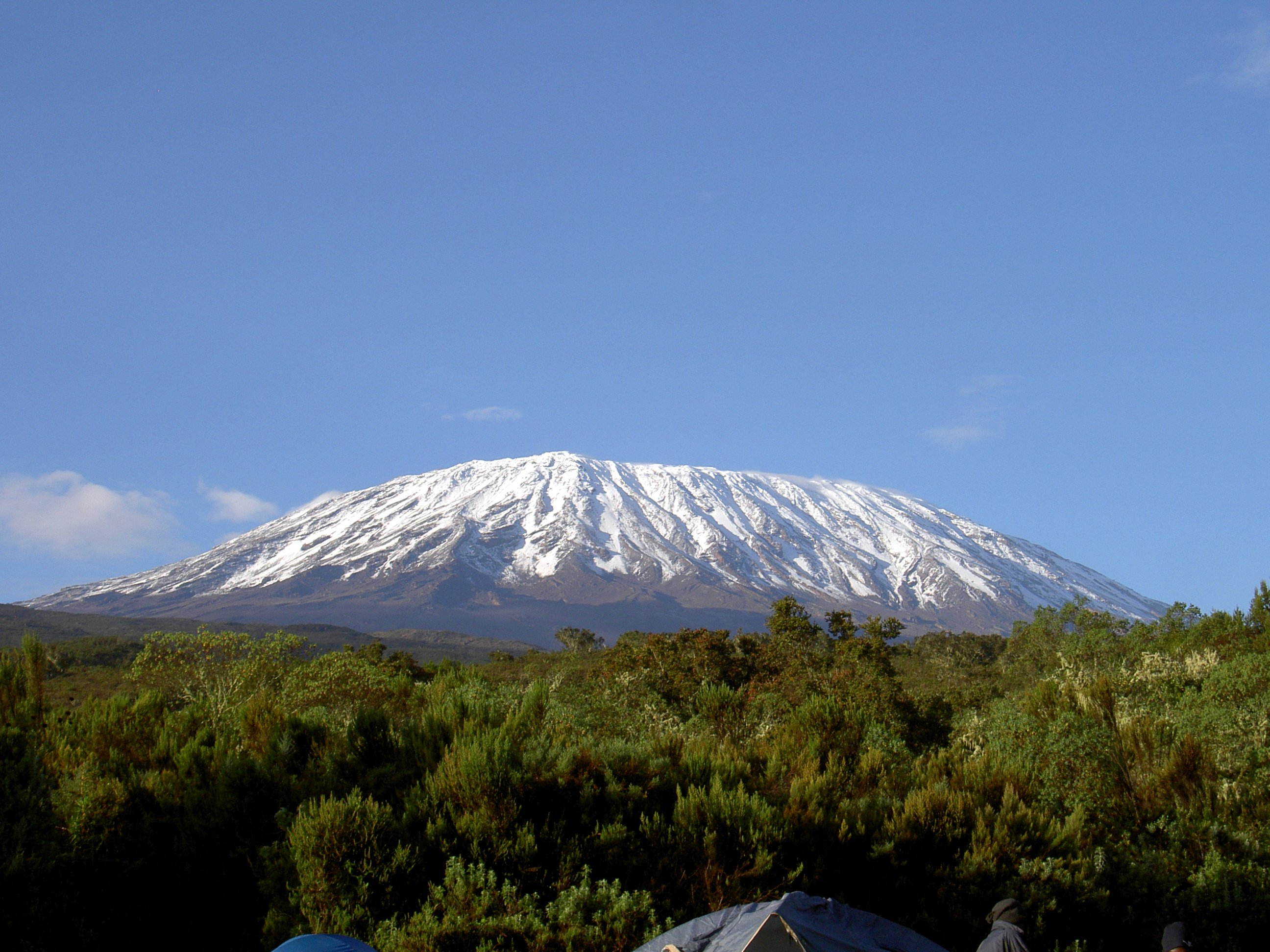
Il Kilimangiaro, la vetta più alta del continente africano

Il termine Africa, o anche Affrica, nella tradizione letteraria toscana e italiana, significherebbe "terra degli Afri", il nome latino dato ad alcune genti che abitavano nel Nord Africa. A sua volta, questa radice potrebbe trarre origine, secondo gli scritti Suida del X secolo, dal punico Afrigah, altro nome di Cartagine (dopo Puni), intesa come colonia, distretto, dal semitico faraqa, "dividere". 

Tuttavia, è stato teorizzato anche che il termine potrebbe derivare:
- visti i rapporti commerciali con le sue spezie, dalla radice latina afer-asper, ovvero sapori e odori piccanti, acri[4];
- dal fenicio afar, "polvere";
- dal berbero ifran (es. ifri n Qya), "grotta"[5];
- (meno probabilmente) dal greco Αφρική, da αφρός ("spuma delle onde"), similmente ad "Afrodite";
- dal greco ἀφαρίχη, "senza freddo", (ipotesi del grammatico latino del IV secolo Servio Matrio Onorato)[6];
- da Epher, nipote di Abramo, i cui discendenti avrebbero invaso la Libia (ipotesi dello storico Flavio Giuseppe, Ant. 1.15)[7];
- dal latino apricum, "luogo assolato" (ipotesi di Isidoro di Siviglia nelle Etymologiae, XIV.5.2).

## Geografia
Il continente africano ha una forma quasi triangolare, allargata nella parte settentrionale, che si assottiglia in corrispondenza della zona a sud dell'equatore. Il continente è completamente circondato dal mare ad eccezione di una piccola zona in corrispondenza dell'istmo di Suez, a nord è bagnato dal Mar Mediterraneo, a est dal mar Rosso e dall'Oceano Indiano, a ovest dall'Oceano Atlantico. L'unico collegamento con un altro continente è rappresentato dall'Istmo di Suez, che lo lega all'Asia. Lo stretto di Gibilterra lo separa dall'Europa.

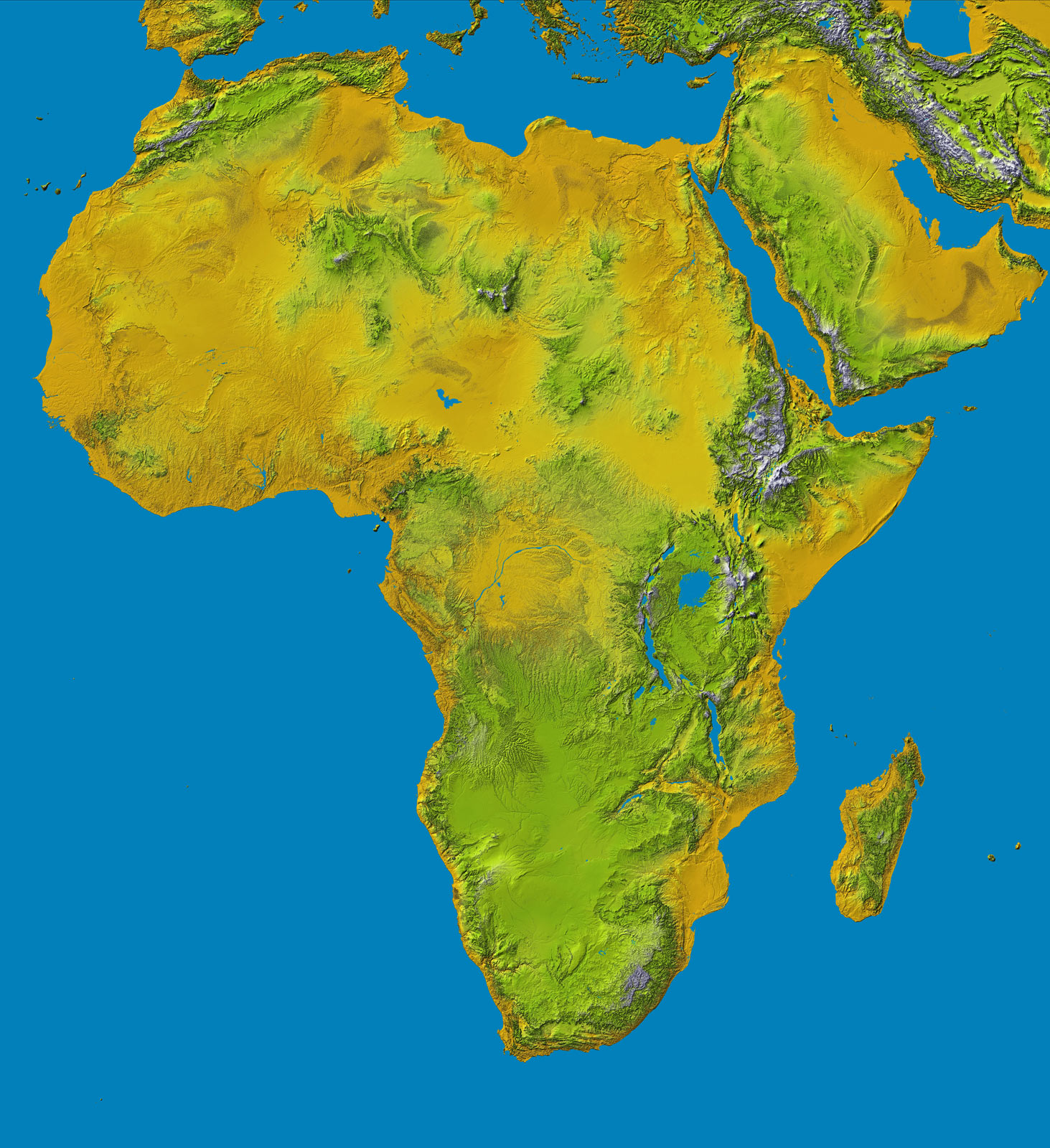
Immagine dei rilievi (in marrone le parti a quota inferiore, in verde e bianco le parti a quote superiori)

La distanza dal punto più settentrionale (Ras ben Sakka, immediatamente a ovest di Cap Blanc, in Tunisia, a 37°21' N) al punto più meridionale (Capo Agulhas in Sudafrica, a 34°51'15" S) è pari a circa 8000 km mentre dal punto più occidentale (Capo Verde, a 17°31′48″ O) a quello più orientale (Ras Hafun in Somalia, 51°27'52" E) è pari a circa 7400 km. Il territorio complessivo del continente misura circa 30221000 km².
Lo Stato più grande del continente è l'Algeria, mentre quello più piccolo sono le Seychelles, un arcipelago al largo della costa orientale. Lo Stato più piccolo sulla terraferma è invece il Gambia.

### Punti estremi
- Il punto più a Oriente: Rodrigues,  Mauritius
- Il punto più a Occidente: Santo Antão, isola di  Capo Verde
- Il punto più a Nord: La Galite,  Tunisia
- Il punto più a Sud: Capo Agulhas,  Sudafrica
- Il punto più alto: Kilimangiaro,  Tanzania (5891,8 m s.l.m.)
- Il punto più basso: Lago Assal,  Gibuti (−155 m s.l.m.)

#### Punti più vicini agli altri continenti
- Il punto più vicino all'Europa: costa settentrionale di Jebel Musa,  Marocco
- Il punto più vicino all'America: Santo Antão, isola di  Capo Verde
- Il punto più vicino all'Asia: Canale di Suez,  Egitto
- Il punto più vicino all'Oceania: Rodrigues,  Mauritius
- Il punto più vicino all'Antartide: Capo Agulhas,  Sudafrica

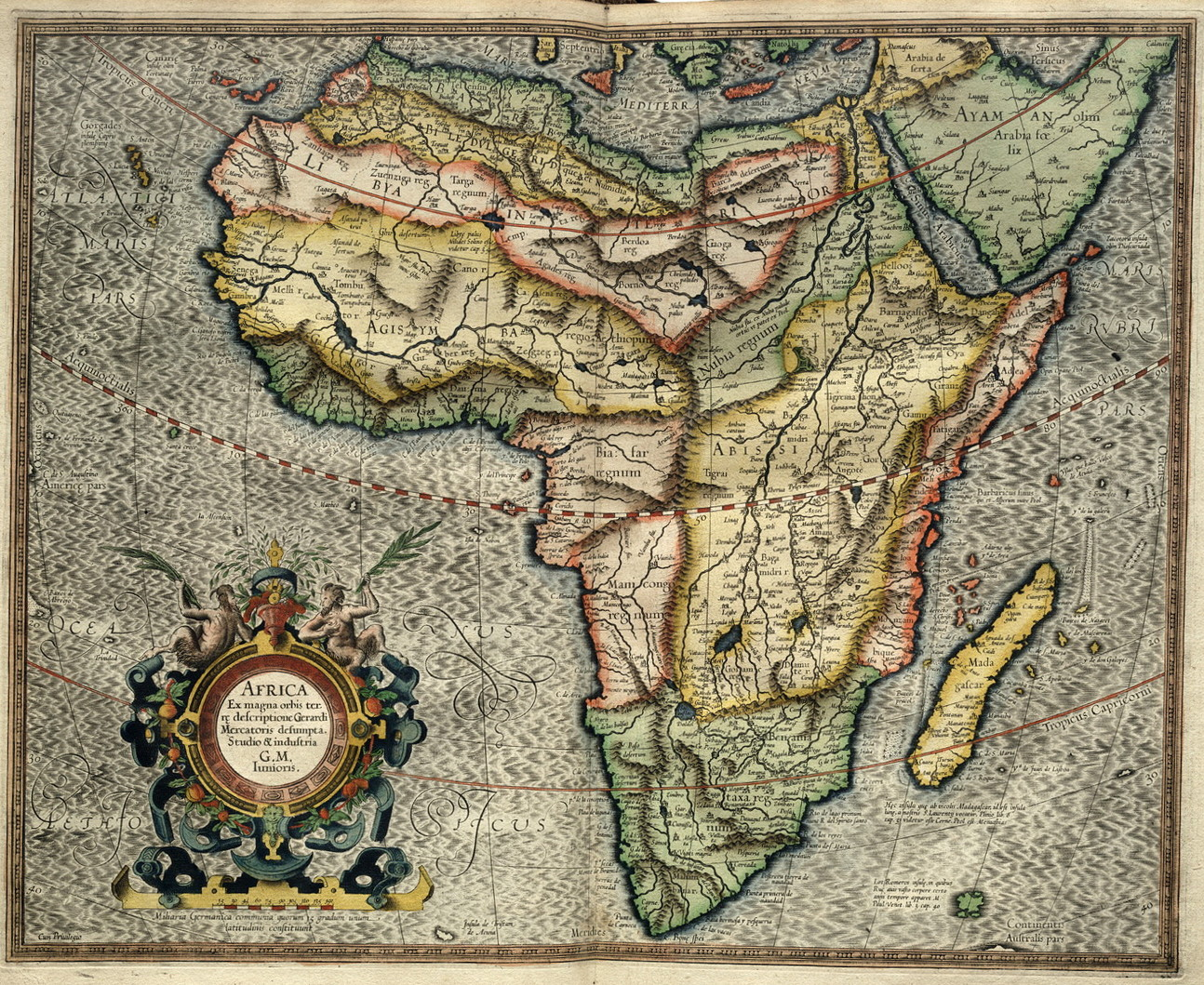
Una mappa del 1595, desunta dalle rappresentazioni di Mercatore.

### Orografia
L'altitudine media del continente è pari a circa 340 m s.l.m.; le aree situate a quote inferiori ai 180 m s.l.m. sono relativamente poche, così come poche sono le zone che superano i 3000 m. 
Le maggiori altitudini dell'Africa si trovano in prossimità della Rift Valley: si tratta del Kilimangiaro (5895 m di altitudine) in Tanzania, del Kirinyaga o Monte Kenya (5199 m di altitudine) nello stato omonimo e delle cime più alte della Catena del Ruwenzori (5110 m di altitudine), tra l'Uganda e la Repubblica Democratica del Congo. Kilimangiaro e Kirinyaga sono vulcani spenti, ma sulle loro cime si trovano ghiacci perenni. A ovest c'è un altro vulcano, il Camerun (4071 m di altitudine) e si trova anche la catena dell'Atlante.

### Il nord
Nella parte settentrionale del continente, dall'Oceano Atlantico fino al Mar Rosso, si estende il Sahara, il più vasto deserto del mondo (9000000 km²); la sua superficie è principalmente pianeggiante, ma vi si trovano anche rilievi che raggiungono i 2400 m s.l.m. A nord-ovest il deserto è delimitato dalla catena dell'Atlante e a nord-est lo separa dal Mar Rosso un altopiano roccioso che digrada fino al delta del Nilo. A meridione il Sahara sfuma in un'area pianeggiante semi-arida chiamata Sahel. Il clima è tipicamente mediterraneo al nord, con estati calde e secche e inverni miti e umidi.

#### Coste e isole
Lo sviluppo costiero del continente ha una lunghezza complessiva relativamente modesta, di circa 26000 km (l'Europa, con una superficie tre volte inferiore, ha circa 32000 km di coste). La costa occidentale prospiciente l'Oceano Atlantico si presenta priva di penisole e insenature di dimensioni rilevanti, con l'unica eccezione del vastissimo golfo di Guinea. La costa settentrionale che dà sul Mar Mediterraneo invece ha due importanti golfi: il golfo della Sirte davanti alla Libia e il golfo di Gabès davanti alla catena dell'Atlante. La costa orientale, bagnata dal mar Rosso e dall'Oceano Indiano, presenta l'unica penisola del Corno d'Africa.
Le coste sono spesso scoscese e rocciose, con rilievi che arrivano fino al mare. Coste pianeggianti, basse e sabbiose e spesso desertiche, si trovano in Libia ed Egitto, così come in Mauritania, Somalia e Namibia. Lungo le coste del Golfo di Guinea e del Mozambico si sviluppano paludi e acquitrini, e banchi sabbiosi rendono difficoltosa la navigazione. L'unica isola di grandi dimensioni è il Madagascar, la quarta più grande del mondo; oltre ad essa si trovano arcipelaghi di piccole isole sia nell'oceano Atlantico (Madeira, Canarie, Capo Verde, São Tomé e Príncipe, Sant'Elena) sia nell'oceano Indiano (le Seychelles, le Comore e le Isole Mascarene). Presso la costa della Tanzania si trova l'isola di Zanzibar, la maggiore del versante orientale dopo il Madagascar.

### Idrografia

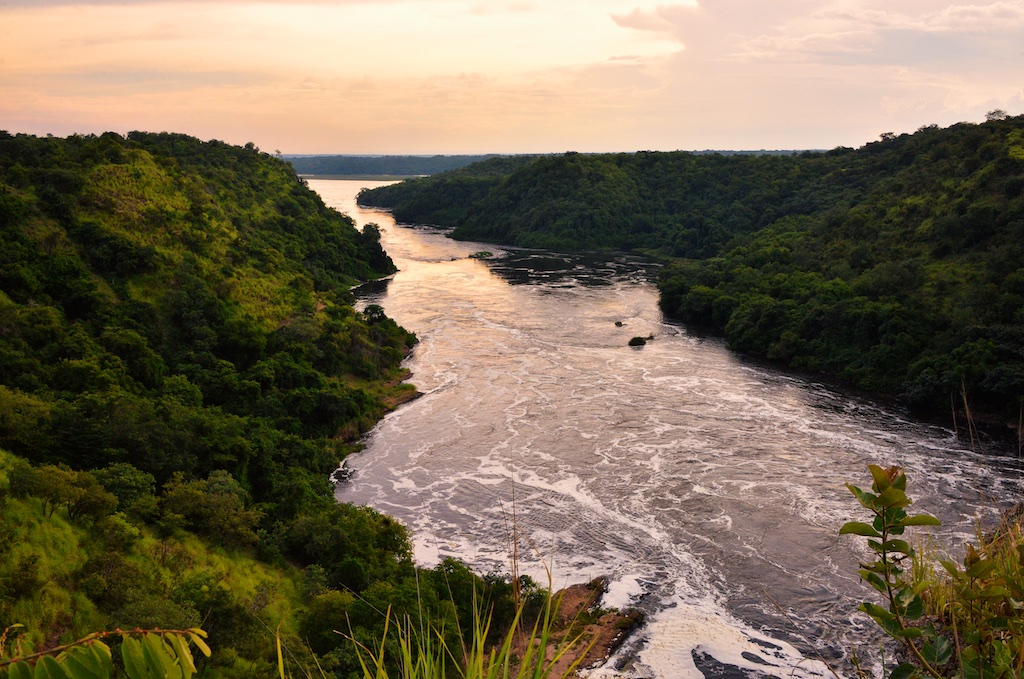
Fiume Nilo

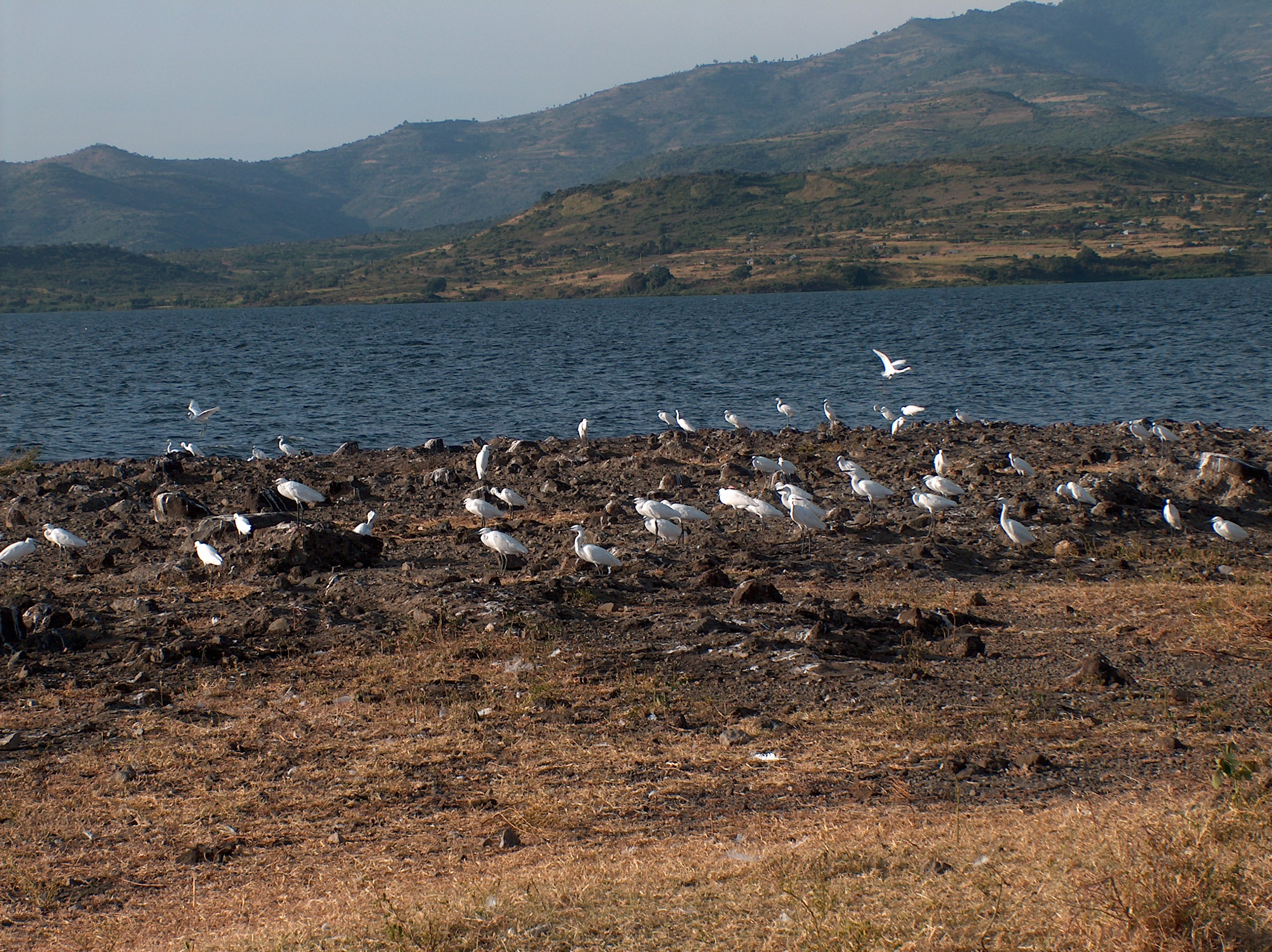
Lago Vittoria

In Africa vi sono vaste zone areiche, prive di corsi d'acqua (per esempio il deserto del Sahara) e regioni endoreiche, ovvero con corsi d'acqua che si perdono nel deserto o in paludi o sfociano in laghi chiusi (per esempio i deserti del Namib e del Kalahari). La fascia centrale del continente, dove le piogge sono regolari, forma invece una zona esoreica, ovvero con corsi d'acqua che sfociano nel mare, principalmente nell'Oceano Atlantico, come il fiume Niger e il fiume Congo. Il Niger (4160 km di lunghezza) nasce dal rilievo del Fouta Djalon e sfocia con un grande delta nel golfo di Guinea.
Il fiume Congo, di 4200 km di lunghezza, sfocia nell'Oceano Atlantico e dà nome alle due repubbliche che si affacciano sulle sue rive (la Repubblica del Congo e la Repubblica Democratica del Congo). I numerosi affluenti del Congo (il più importante è il Kasai) formano un enorme bacino fluviale. Nella parte più meridionale scorrono l'Orange, che sfocia nell'Oceano Atlantico, il Limpopo e lo Zambesi, tributari dell'Oceano Indiano. Lo Zambesi è celebre anche per le Cascate Vittoria, fra le più spettacolari del mondo.
Il principale fiume africano è il Nilo che, con il suo affluente Kagera, è tradizionalmente considerato il fiume più lungo del mondo (6671 km) davanti al Rio delle Amazzoni. Le sue sorgenti sono nell'Africa equatoriale, da cui provengono i due rami principali: il Nilo Azzurro, che nasce dall'Acrocoro Etiopico, e il Nilo Bianco, emissario del Lago Vittoria il cui tributario, il Kagera, si origina dagli altopiani del Burundi. Il Nilo attraversa l'Africa nord-orientale e quando raggiunge il Mediterraneo sfocia con un'ampia foce a delta.
Il fiume è conosciuto per il limo, terra che rendeva fertile la distesa sahariana e che consentì lo sviluppo della civiltà egizia; per questo motivo l'Egitto veniva anticamente chiamato "dono del Nilo". La costruzione della diga di Assuan ha permesso la creazione di un ampio bacino artificiale, il lago Nasser; la terra fertile si deposita sul fondo del lago ed è necessario usare fertilizzanti per migliorare la resa dei terreni. Una lunga catena di laghi corre lungo la frattura tettonica della Rift Valley, ai confini tra la Repubblica Democratica del Congo, l'Uganda, la Tanzania, il Burundi e il Ruanda: i più importanti sono il Lago Vittoria e il Lago Tanganica.

### Clima

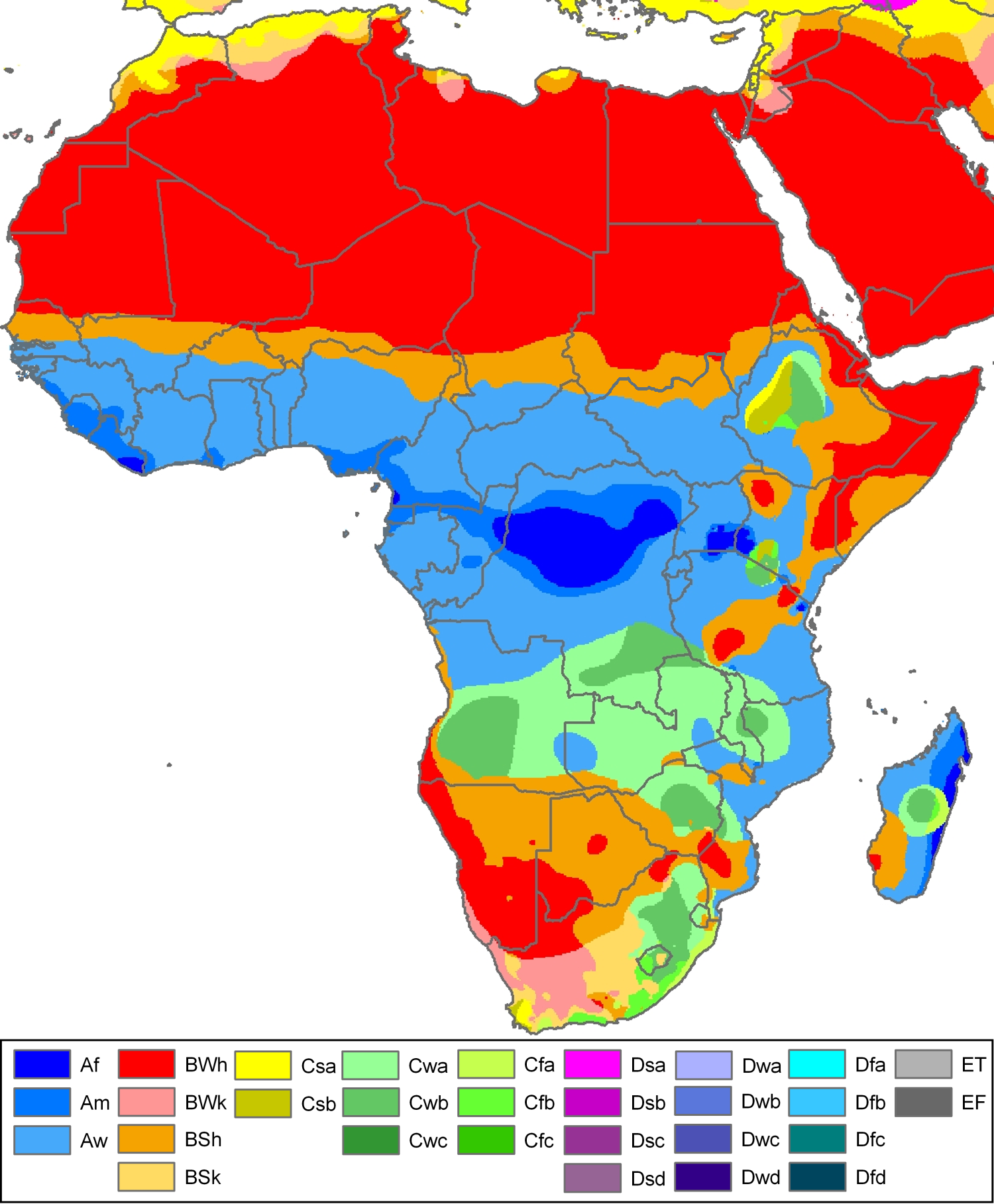
I tipi di clima in Africa, secondo la classificazione di Köppen

Il clima del continente africano è generalmente caldo, anche se ci sono variazioni notevoli a seconda delle zone. L'estrema porzione settentrionale del continente ha un clima mediterraneo, con estati secche e inverni umidi. Questo tipo di clima si trova anche nella parte più meridionale dell'Africa, presso Città del Capo. Il resto del Nord Africa presenta un clima desertico o semidesertico, mentre avvicinandosi all'Equatore il clima si fa tropicale, molto umido; è qui che si registra il massimo di precipitazioni annuali. Il clima ritorna desertico o semidesertico nelle zone del Corno d'Africa e del Kalahari, mentre è prevalentemente tropicale nel Madagascar. Climi di alta montagna si trovano nella zona dell'Acrocoro Etiopico e sulle vette più alte come il Kilimangiaro e il Ruwenzori. Le temperature sono generalmente piuttosto elevate. In Africa spesso si registrano cambiamenti climatici importanti specie nella zona sub-sahariana: uno di questi è stata la siccità del Sahel negli anni 70 e 80 che ha fatto registrare oltre un milione di morti.
Durante il 2020, gli indicatori climatici in Africa sono stati caratterizzati da un continuo riscaldamento delle temperature, accelerazione dell'innalzamento del livello del mare, eventi meteorologici e climatici estremi (come inondazioni e siccità) e relativi impatti ambientali; il rapido restringimento dei ghiacciai nell'Africa orientale, che rischiano lo scioglimento, è un segnale importante dei cambiamenti climatici in atto.
Nei primi giorni di aprile 2024 durante un'ondata di caldo nella zona Sud-Occidentale del Sahara si sono superate di oltre +7 °C le medie termiche mensili raggiungendo in aree estese temperature tra 45 °C e 47 °C specialmente in Senegal e Mali con la punta di 48,5 °C della città di Kayes, diventando la nuova temperatura record mensile del continente.

### Ambienti naturali

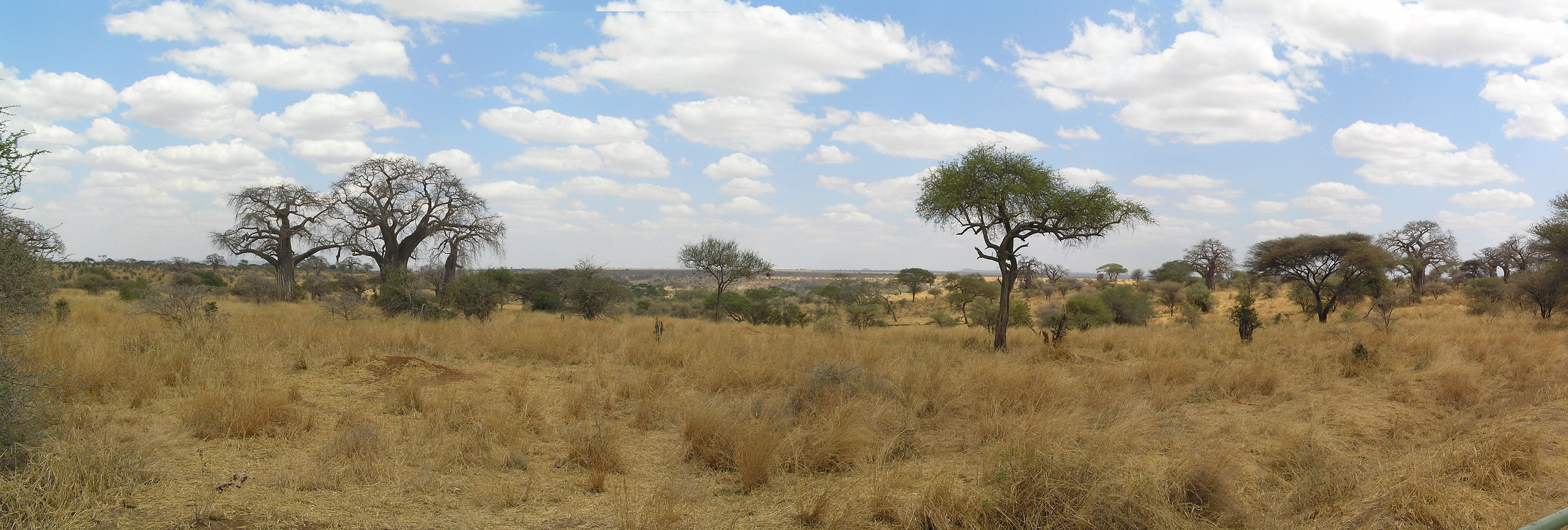
Savana

L'Africa presenta una grande varietà di ambienti ed ecosistemi, molti dei quali sono unici al mondo. La parte settentrionale del continente è occupata in gran parte dal gigantesco deserto del Sahara, mentre a sud di questo, l'ambiente predominante è la grande savana, l'immensa distesa erbacea teatro dei grandi safari per turisti. Nella zona equatoriale, in particolare nel bacino del Congo, vi sono invece le grandi foreste tropicali, estese anche su buona parte della zona del golfo di Guinea. Altre aree desertiche si trovano nella zona del Corno d'Africa e nella zona sud-ovest del continente, dove si trova il grande deserto del Kalahari. Un'estesa foresta pluviale occupa anche la parte orientale del Madagascar, per il resto ricoperto da savane. Paesaggi tipicamente di alta montagna si trovano nell'Acrocoro Etiopico. L'estrema parte nord-ovest del continente, la zona settentrionale di Algeria, Tunisia e Marocco, e la punta meridionale, presentano ambienti tipicamente mediterranei.

#### Fauna

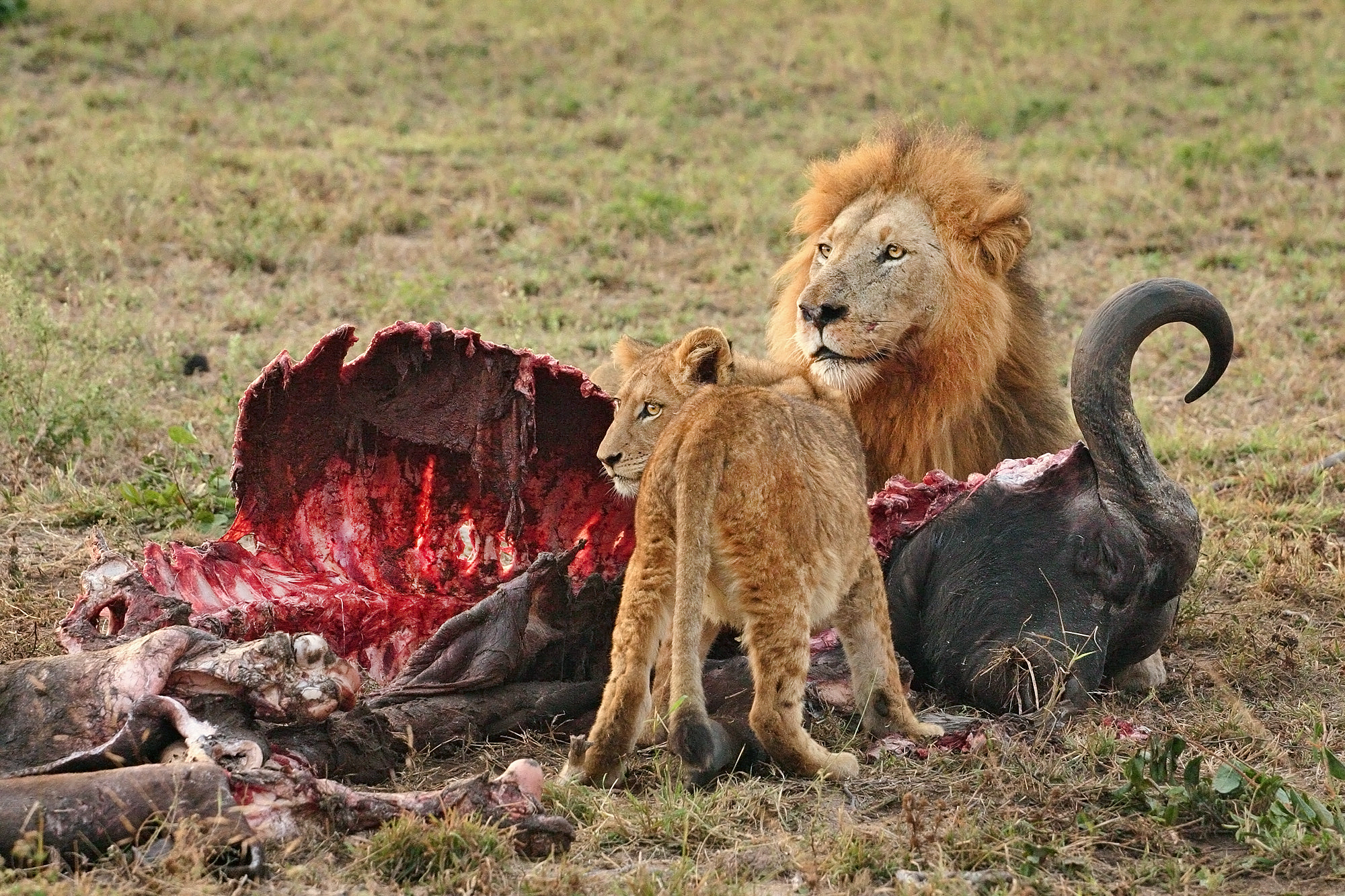
Un leone adulto e un cucciolo si spartiscono un bufalo ucciso.(Sudafrica).

L'Africa è famosa in tutto il mondo per la varietà e l'unicità degli animali che la popolano. Fra i carnivori sono presenti molte specie di felini, come il leone, il leopardo, il ghepardo, il caracal, il serval e varie specie di gatti selvatici, insieme alla iena, al tasso del miele e a diverse specie di canidi come il licaone e gli sciacalli. Molto diffusi nelle foreste sono le grandi scimmie antropomorfe come gli scimpanzé e i gorilla, mentre altri primati popolano anche le praterie, come i mandrilli, le amadriadi e i babbuini. Le grandi savane sono il regno dei grandi erbivori come le giraffe, gli elefanti, i rinoceronti, e delle grandi mandrie di bufali, gnu, zebre, gazzelle, impala e antilopi di varie specie. I grandi deserti sono popolati da dromedari, orici, fennec, viperidi. Presso i grandi fiumi vivono ippopotami e coccodrilli.

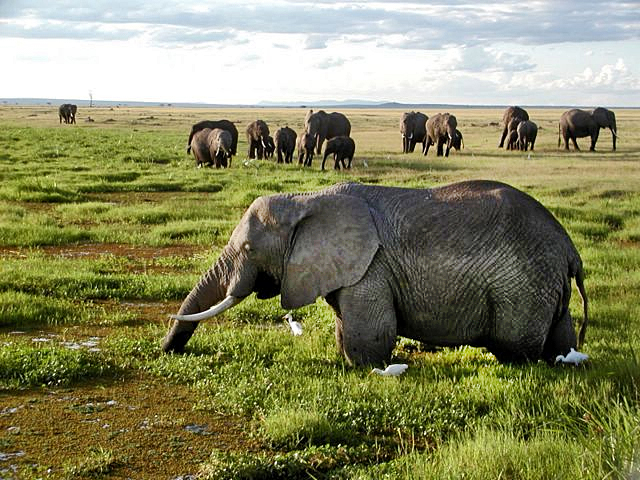
Elefanti africani, Kenya

Le savane sono percorse inoltre dagli struzzi e sorvolate da varie specie di avvoltoi. Oltre a questi in Africa vi sono numerosissime specie di uccelli. In particolare, in Madagascar vi è un vastissimo ecosistema unico al mondo con un numero impressionante di volatili. Questa straordinaria fauna è entrata nella leggenda ed ha ispirato, insieme agli spettacolari paesaggi naturali del continente, varie opere letterarie e cinematografiche. Questa fauna ha inoltre attirato nella storia migliaia di cacciatori - specialmente occidentali - che hanno preso parte a innumerevoli battute della cosiddetta caccia grossa. Fra i personaggi più famosi sedotti dal fascino selvaggio della caccia grossa in Africa si possono ricordare Theodore Roosevelt e Ernest Hemingway.
Soprattutto dopo l'avvento degli Europei, la caccia è stata un'importante concausa del progressivo depauperamento della biodiversità africana. In Africa esistono ora grandi parchi naturali e molte aree protette per preservare le numerose specie a rischio, ma anche queste riserve hanno grandi difficoltà a opporsi al bracconaggio. Fra i parchi più famosi si ricordano il Serengeti e Ngorongoro (Tanzania), lo Tsavo e il Masai Mara (Kenya), il Kruger (Sudafrica) e il Chobe e la riserva del Delta dell'Okavango (Botswana).

## Storia

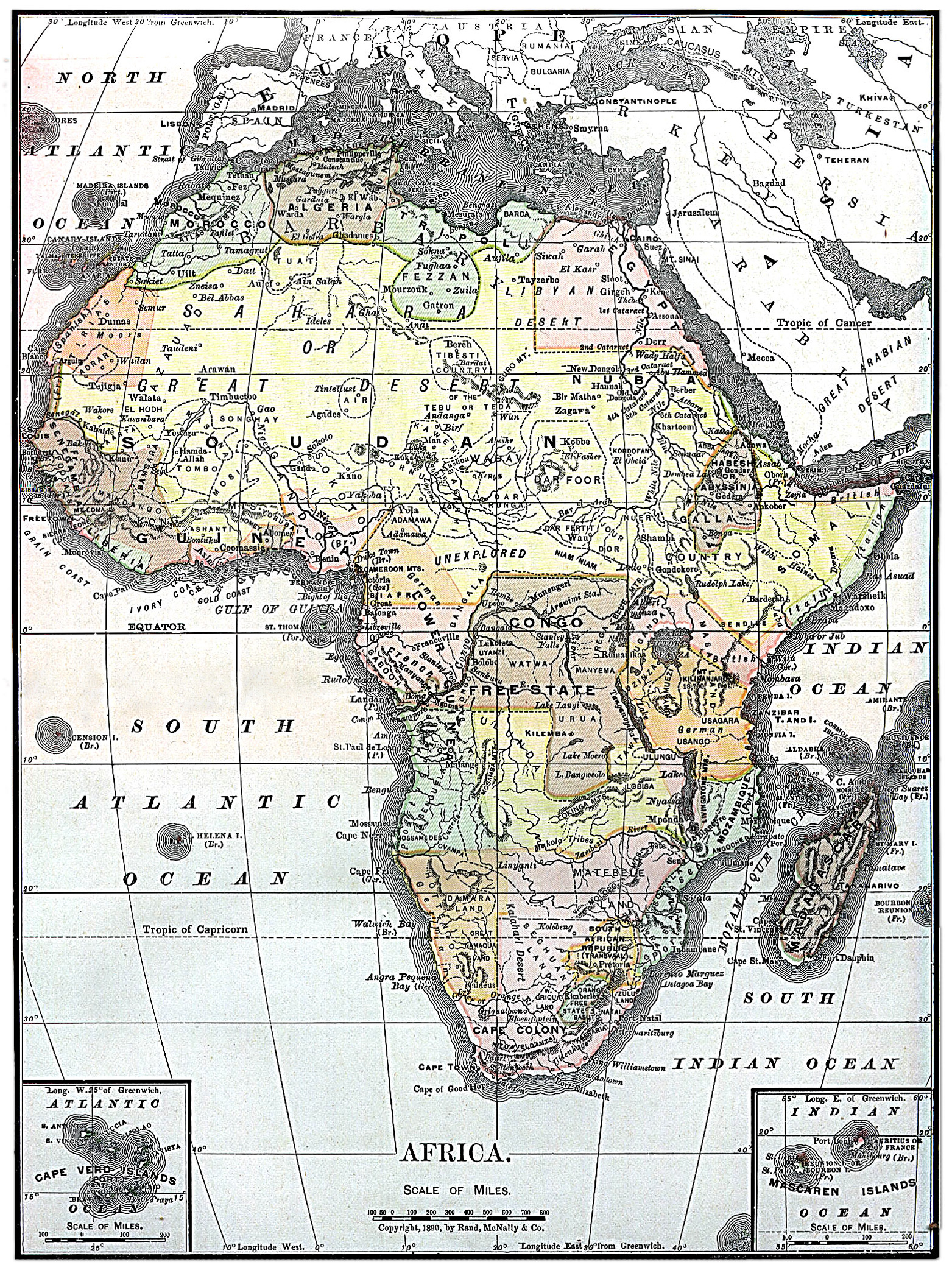
Mappa dell'Africa del 1890

L'Africa viene generalmente considerata la culla dell'umanità; i più antichi reperti umani sono infatti stati ritrovati nell'Africa subsahariana. Il Sahara ha costituito un elemento importantissimo nell'evoluzione storica del continente. Mentre la storia dei popoli del Nordafrica si intreccia con quella dell'Europa e del Medio Oriente, gran parte dell'Africa subsahariana ebbe con il resto del mondo contatti molto ridotti, spesso limitati al fenomeno della tratta degli schiavi neri da parte dei mercanti arabi che agivano nell'Oceano Indiano. L'influsso arabo ebbe anche un rilievo nello sviluppo di alcune aree isolate delle coste orientali dell'Africa (per esempio Zanzibar e il Madagascar).
La prima circumnavigazione dell'Africa potrebbe essere stata compiuta dai Fenici intorno al 600 a.C. Erodoto narra che il re egizio Necao (o Neco) inviò, in quell'epoca, una spedizione fenicia in esplorazione lungo la costa africana. La nave fenicia si allontanò verso sud e fece ritorno, tre anni dopo, da ovest, rientrando quindi dallo Stretto di Gibilterra. Erodoto così narra:
(Erodoto, Storie - Libro quarto 42, 2-4)
Lo storico greco è tuttavia scettico riguardo al fatto che l'impresa sia stata veramente compiuta. I Fenici, infatti, riferirono di essere certi che, quando ebbero doppiato l'estremità meridionale del continente, il sole, a mezzogiorno, indicava il nord anziché il sud. Per Erodoto questo aneddoto rendeva poco credibile l'intero resoconto della spedizione fenicia:
(Erodoto, ibidem)

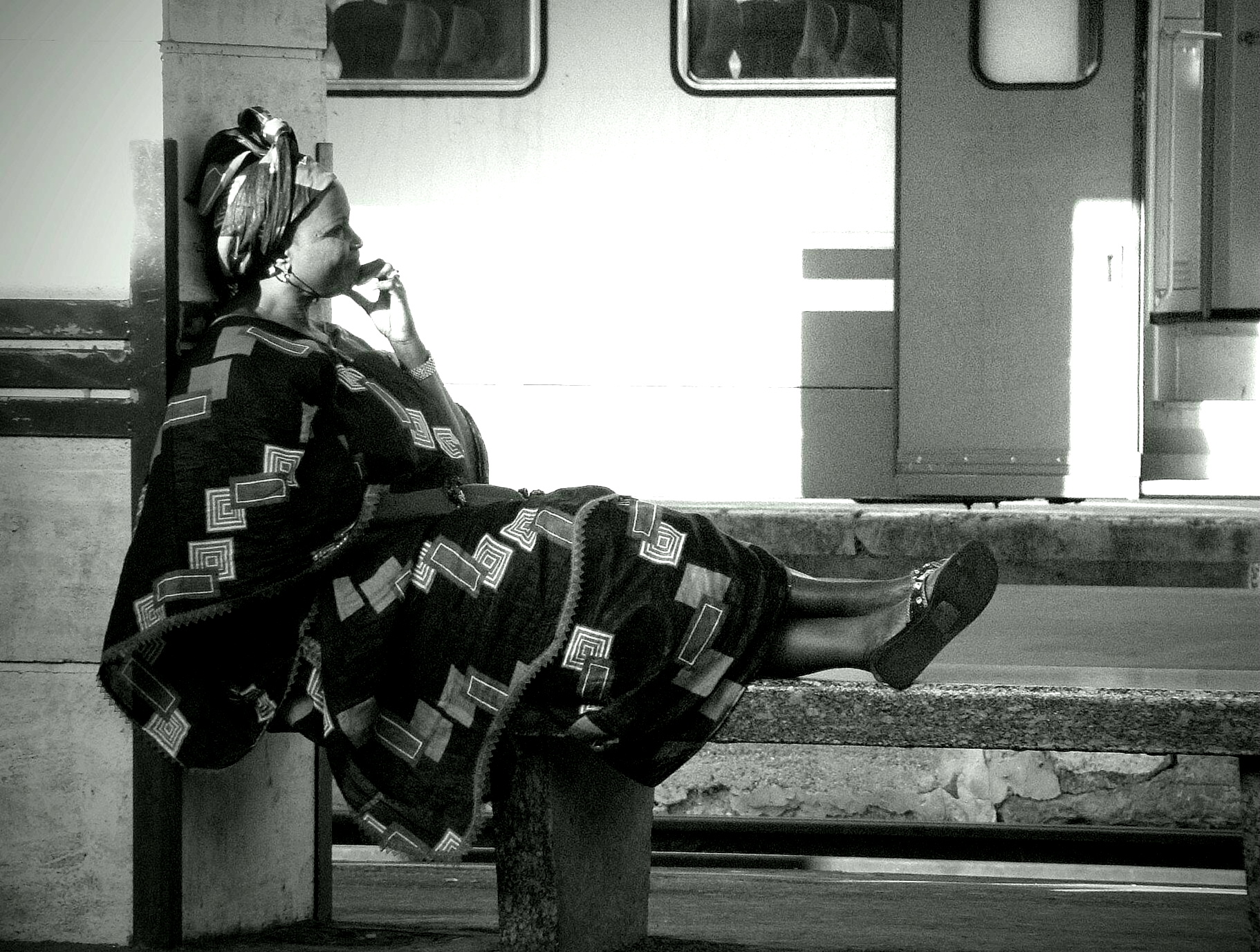
Donna in un tipico abito di foggia africana

Tuttavia oggi si sa che, nell'emisfero australe, il sole, nel punto più alto del suo percorso nel cielo, indica effettivamente il nord (tanto è vero che le meridiane boreali hanno lo gnomone orientato in direzione opposta rispetto a quelle australi). Questa nozione era sconosciuta allo storico greco che aveva esperienza soltanto della Zona temperata settentrionale del globo. Di conseguenza la notazione fenicia, così contrastante con le conoscenze del tempo, potrebbe costituire effettivamente una prova che quella antica spedizione avvenne realmente e realizzò la prima circumnavigazione del continente africano.
Nel 1291 i genovesi Ugolino e Vadino Vivaldi ebbero l'idea di circumnavigarla per raggiungere le Indie; con due galee oltrepassarono le Colonne d'Ercole, fecero tappa alle Canarie e giunsero per primi in Marocco; tracce del loro passaggio vennero poi trovate da vicino al fiume Senegal e, secondo quanto documentato da Franco Prosperi negli anni '50, persino nelle piane dello Zambesi.
I primi contatti tra Africa subsahariana ed Europa risalgono al XIV secolo con l'arrivo dei primi esploratori europei, che si trovarono di fronte principalmente regni di tipo tribale. I rapporti fra gli Europei e i popoli subsahariani furono certamente molto complessi e difficili da riassumere, talvolta pacifici e talvolta sanguinosi; in generale, tuttavia, la superiorità tecnologica degli Europei pose i popoli africani in una posizione nettamente subordinata rispetto ai nuovi arrivati di pelle bianca.

### L'esplorazione portoghese delle coste
La nazione europea che prima delle altre comprese il valore della navigazione intorno al continente africano fu il Portogallo. Nel XV secolo il Portogallo era un Paese in cerca di nuovi territori; il principe Enrico, figlio del re Giovanni I del Portogallo, nel 1414 convinse il padre a intraprendere una campagna nell'Africa settentrionale. Nel 1415 espugnò la città di Ceuta, nel Marocco settentrionale, aprendo così la via a nuove possibilità di sviluppo commerciale.
Essendo la più occidentale delle potenze europee, il Portogallo era, di conseguenza, la più svantaggiata nell'acquisto delle preziose spezie e merci provenienti dall'Estremo Oriente. Il percorso che le mercanzie dovevano compiere lungo la via della seta era più lungo, e di conseguenza soggetto ad un maggior numero di intermediari, ognuno dei quali voleva naturalmente trovare il proprio tornaconto. Inoltre, un percorso tortuoso e prolungato era esposto a maggiori probabilità di attacco da parte di predoni e maggiormente penalizzato da difficoltà doganali, causate anche dalle barriere che gli Ottomani, che si stavano rafforzando sempre di più sulle coste del Mediterraneo, opponevano ai traffici delle nazioni cristiane.
Tutti questi motivi spinsero il principe Enrico ad inviare diverse spedizioni lungo la costa africana, nel tentativo di trovare un passaggio a sud est che consentisse al piccolo regno di aprirsi una nuova, esclusiva via verso l'Oriente. Ciò gli valse l'appellativo di Navigatore, e l'infante di Portogallo, pur non avendo mai preso parte direttamente alle esplorazioni da lui disposte, passò alla storia con il nome di Enrico il Navigatore (1394-1460).
Secondo la storiografia tradizionale, la forte volontà di Enrico nei confronti delle nuove esplorazioni si concretizzò nell'istituzione di un vero e proprio centro marittimo per la navigazione, a Sagres, nel sud del Paese (Scuola di Sagres). Qui venivano addestrati gli equipaggi, sperimentate nuove tecniche di navigazione, elaborati nuovi tipi di imbarcazioni. Molteplici spedizioni si addentrarono sempre più lungo la costa occidentale dell'Africa, spingendosi, prima che Enrico morisse nel 1460, fino alla foce del fiume Gambia, dopo aver percorso ben tremila chilometri intorno alla curvatura occidentale della costa africana in direzione sud ovest. In realtà, questa non era che una piccola frazione della costa dell'Africa occidentale.

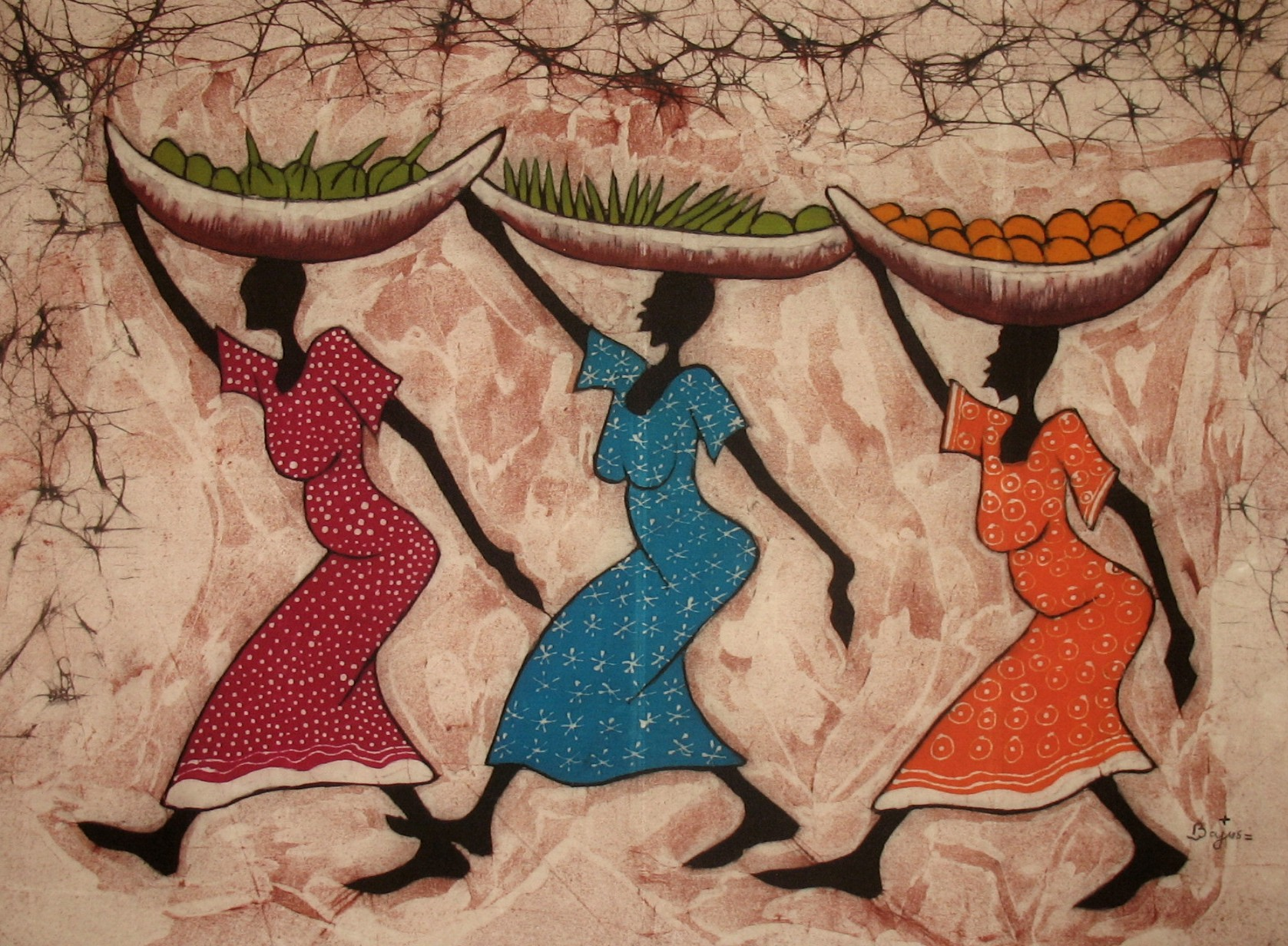
Un pezzo di artigianato costituito da un canapo che raffigura tre figure femminili stilizzate in silhouette con canestro sul capo.

La politica espansionistica di Enrico fu mantenuta dal re Giovanni II del Portogallo (1455 - 1495), che salì al trono nel 1481. Già nel 1470 le navi portoghesi avevano rilevato che, dopo aver proceduto a lungo verso sud ovest fino alla foce del fiume Gambia (in corrispondenza dell'attuale Senegal), la costa africana piegava dapprima a sud est e poi decisamente ad est; questo fatto induceva a sperare che l'estremità meridionale della terraferma fosse stata ormai raggiunta e che, di lì a poco, sarebbe stato possibile risalire lungo la costa orientale, verso il Corno d'Africa.
Ma, nel 1472, con grande disappunto, i navigatori scoprirono che il profilo continentale, dopo essersi spinto per altri tremila chilometri verso est, oltre la foce del fiume Niger, ripiegava nuovamente a sud: il continente nero sembrava non avere fine. Allo scopo di stabilire quale fosse la vera forma dell'Africa, in modo da capire quanto ancora fosse necessario spingersi a sud prima di raggiungerne l'estremità meridionale, Giovanni II inviò allora, nel 1487, una spedizione sulla costa orientale, quindi attraverso il mar Rosso. Al comando di Pedro del Corvilâo, gli esploratori si spinsero fino alla foce dello Zambesi, in Mozambico. Dai calcoli che effettuò, la spedizione di Corvilâo scoprì che il continente africano doveva essere largo circa 6400 chilometri nella parte settentrionale e solo 2400 chilometri nelle zone meridionali fino ad allora raggiunte dalle navi portoghesi; perciò poteva darsi che l'Africa si assottigliasse sempre di più e che, prima o poi, sarebbe terminata a punta.
Nello stesso anno in cui Corvilâo faceva i suoi rilievi, Bartolomeu Dias guidava una nuova spedizione dal lato ovest, spingendosi più a sud di tutti i suoi predecessori, e venendo trascinato ancora più a sud da una tempesta. Quando il tempo si rasserenò, gli uomini scoprirono di trovarsi in mare aperto: la costa dell'Africa non era più in vista. Così puntarono prima verso est, dove però non avvistarono la terra; quindi decisero di ritornare a nord; e qui, il 3 febbraio 1488, scoprirono che l'andamento della costa era cambiato. Così, dopo altri 4090 chilometri, il profilo del continente si sviluppò chiaramente verso nord est, e Dias capì di aver superato il punto più meridionale dell'Africa, e tornò indietro. Ripassando per il punto che, nella tempesta gli era sfuggito, Dias lo chiamò "Capo delle Tempeste", per ricordare le circostanze della scoperta; ma, quando la flotta fece ritorno, Giovanni II ribattezzò il promontorio Capo di Buona Speranza (Cabo da Boa Esperança), nome con cui è ancora oggi ricordato questo punto geografico del continente Africano.
Guadagnato il Capo di Buona Speranza, la corona portoghese era riuscita per metà nel suo intento di aprire l'agognata Rotta delle spezie; adesso era necessario compiere la seconda parte del percorso, cioè raggiungere le Indie. Tuttavia Giovanni II non visse abbastanza a lungo per vedere completata quest'opera. Gli successe il cugino, Manuele I (1469 - 1521), che inviò nel 1497 Vasco da Gama; la sua spedizione, dopo varie peripezie, raggiunse infine l'India il 19 maggio 1498. Era la prima volta che gli europei giungevano in India via mare; la spedizione stipulò accordi con i notabili indiani per le concessioni marittime e dette l'avvio allo stabilimento di insediamenti commerciali.
Grazie alla caparbia volontà di aprire una nuova via commerciale verso oriente, mantenutasi intatta attraverso i vari avvicendamenti sul trono reale, la corona portoghese assunse un ruolo di prim'ordine nello scenario delle potenze europee, potendo esercitare il monopolio della tratta marittima fino all'India, attraverso l'Oceano Atlantico e l'Oceano Indiano. Tramite la creazione di stazioni commerciali site in punti chiave per la navigazione, pochi uomini e navi potevano controllare enormi tratti di costa.

### Il colonialismo
A partire dal XV secolo, gli europei approdarono per la prima volta nell'Africa sub-sahariana. Per i tre secoli successivi, tuttavia, la presenza europea si limitò alla regione costiera del Golfo di Guinea, in cui venne scritta una delle pagine più tristi della storia dell'Africa e del mondo: la tratta degli schiavi.
Dai porti dell'Africa Occidentale per diversi secoli salparono infatti le navi che, con il loro carico umano, si dirigevano verso le Americhe, dove in una vita durissima spesa nelle piantagioni si consumò l'esistenza di milioni di Africani.
La fase di colonizzazione più intensa si ebbe però nell'Ottocento: a partire da questo periodo e fino agli anni della seconda guerra mondiale, portoghesi, francesi, inglesi e poi ancora belgi, tedeschi e italiani, si lanciarono in una sorta di sfrenata gara di conquista che li vide spesso contrapporsi in scontri durissimi.
L'epoca coloniale ha lasciato tracce profonde nel continente.
Il colonialismo ha inoltre profondamente influito sull'economia del continente. Lo sfruttamento delle ricchezze minerarie e forestali ha provocato l'alterazione degli equilibri ambientali e delle tradizioni.
La fragilità politica dell'Africa è dimostrata anche dagli avvenimenti più recenti. Negli ultimi vent'anni, infatti, regimi dittatoriali e guerre civili hanno spesso concorso ad insanguinare il continente: dall'Angola al Mozambico, dall'Etiopia al Sudan, dalla Liberia alla Sierra Leone, fino al terribile genocidio del '94 in Ruanda e ai conflitti ancora in corso, l'Africa continua ad essere martoriata da esplosioni di odio e di violenza.

## Popolazione

### Demografia
La popolazione del continente è più che quadruplicata nell'ultimo mezzo secolo, passando dai 285 milioni di abitanti nel 1960 agli 1 460 000 000 del 2023; il tasso di crescita medio si è stabilizzato, dal 2005 ad oggi, attorno al 2,4% mentre il tasso medio di fertilità è del 4,4%.

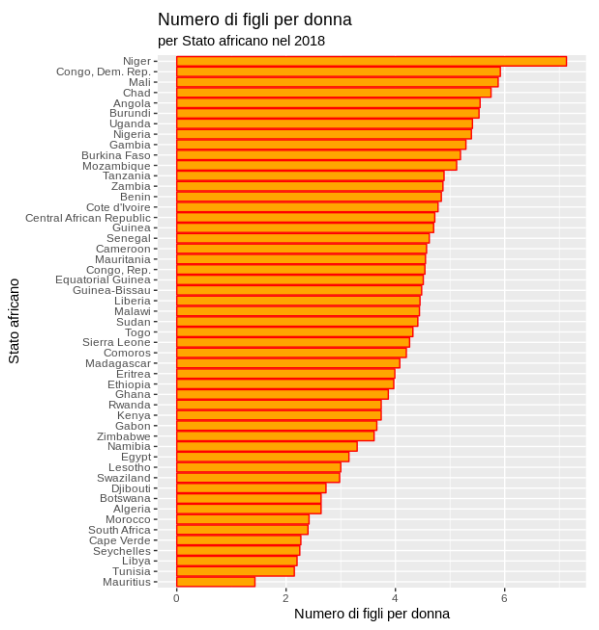
[http://gapm.io/ilex dati forniti dal sito Gapminder

#### Caratteristiche della popolazione
La posizione dell'Africa nell'ecumene ha grande importanza nello studio delle lingue, delle culture e delle società africane. L'impenetrabilità del Sahara la divide naturalmente e culturalmente in due entità assai diverse: Africa bianca e Africa nera. Più recentemente l'invasione araba e europea ha mutato molte cose: si tratta però prevalentemente di mutazioni culturali.
Tra i gruppi etnici indigeni del Nord Africa non mancano elementi europoidi come i Berberi, cui si sono aggiunti nel tempo un certo numero di Arabi.

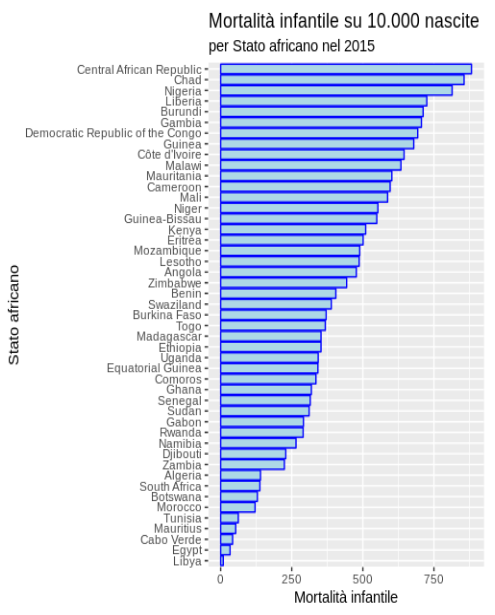
[https://www.who.int/gho/publications/world_health_statistics/2016/Annex_B/en/ dati forniti dal WHO

Nell'Africa subsahariana la maggior parte degli abitanti ha la pelle scura. Nell'Africa centro-orientale vivono i gruppi etnici degli etiopi e dei somali. Gli Stati dello Zimbabwe e del Sudafrica hanno una piccola, ma significativa, presenza di gruppi bianchi ed asiatici: i primi sono i cosiddetti afrikaner, i secondi immigrarono in epoca coloniale per contribuire ai lavori pubblici effettuati in quei paesi. In particolare l'Africa nera presenta invece vari gruppi etnici, classificati generalmente in questo modo:
- Sudanidi: abitano il Sudan centrale e occidentale;
- Nilotidi: occupano il bacino del Nilo, nella sua più alta porzione;
- Congolidi: si trovano nella Guinea e nel Congo;
- Cafridi: popolano la porzione meridionale del continente.

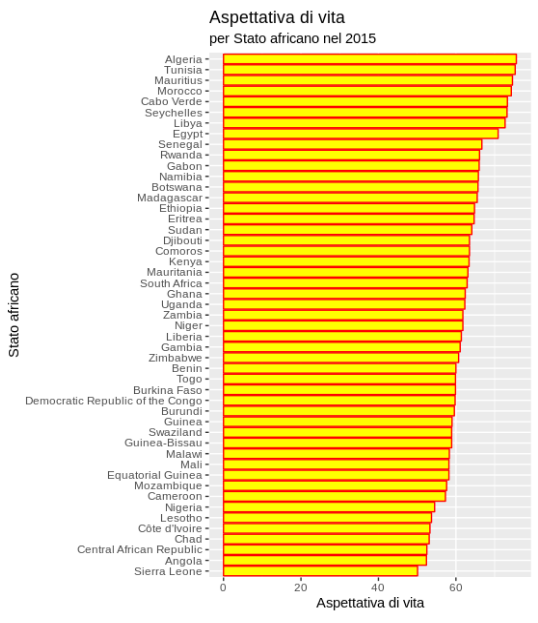
[https://www.who.int/gho/publications/world_health_statistics/2016/Annex_B/en/ dati forniti dal sito WHO

Questi ultimi due gruppi vengono spesso designati con il nome di Bantu.
Un posto a sé hanno i Pigmei che si trovano specialmente nell'Africa centrale, e i Boscimani che occupano il deserto del Kalahari. Abbiamo inoltre gli Ottentotti. Il Madagascar ospita l'etnia dei malgasci.
Al 2021 l'Africa conta circa 1,4 miliardi di abitanti con una densità di 33 ab./km². Il tasso di crescita annua è oltre il 2,3% ed è il più alto nel mondo, anche se il tasso di mortalità infantile resta ancora molto alto.

### Lingue

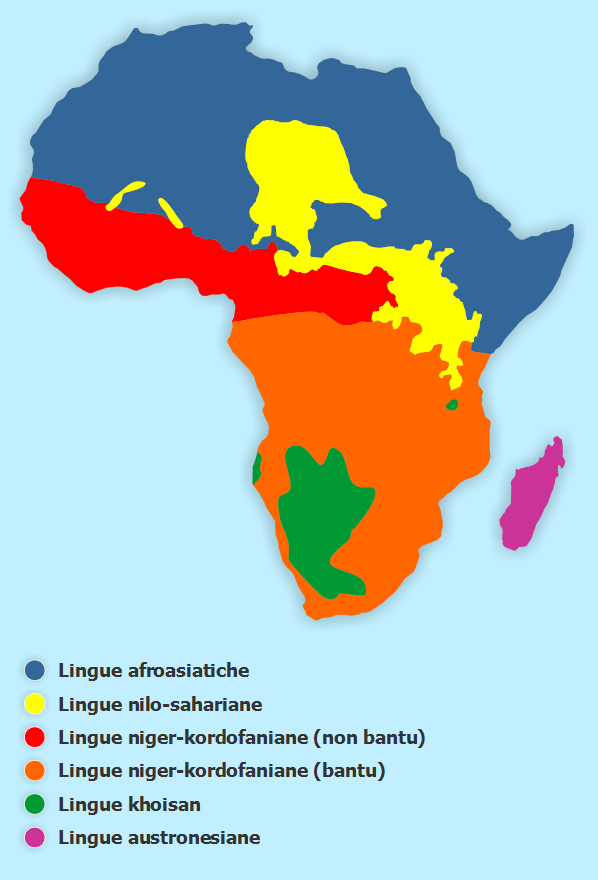
Famiglie linguistiche africane

Nell'intero continente africano, all'anno 2013, venivano parlate più di 2 000 lingue diverse, pur considerando le difficoltà che insorgono all'atto della definizione di lingua soprattutto nel caso non ne esistano (come è il caso di gran parte dell'Africa) forme standardizzate. La stragrande maggioranza di queste sono lingue indigene africane, mentre una minor parte (di origine europea o mediorientale) sono state portate in Africa durante le varie fasi coloniali.
Le lingue parlate in Africa precedentemente alla colonizzazione europea possono essere classificate in cinque famiglie linguistiche:
- lingue niger-kordofaniane (o Niger-Congo): estesissima famiglia, comprendente più di 1 500 lingue[16] in un'area che include l'intera Africa centro-meridionale (con la sottofamiglia bantu), la regione guineana e una vasta parte delle regioni saheliane occidentali. Questa famiglia comprende le maggiori lingue africane native, parecchie delle quali hanno status ufficiale nei rispettivi Stati;
- lingue afro-asiatiche: parlate in tutto il Nordafrica e, ad est, fino al Sudan, all'Etiopia e alla Somalia, oltre che in una vasta area del Sahel centrale. Questa famiglia comprende, fra le altre, l'arabo, lingua egemone in tutta l'Africa del nord (seppur divisa in diversi dialetti talvolta non intelligibili fra loro), portatavi dalla penisola arabica dai conquistatori musulmani e usata ancora oggi spesso in tutte le aree a prevalenza islamica;
- lingue nilo-sahariane: circa 200 lingue,[17] parlate nella parte sahariana e saheliana centrale e su una vasta sezione degli altopiani orientali;
- lingue khoisan: sono diffuse in un'area dell'Africa sudoccidentale, oltre che in due "isole" sparse in Tanzania. Questa famiglia è costituita da alcune decine di lingue parlate da piccoli gruppi di san (precedentemente conosciuti come boscimani), ancora al giorno d'oggi cacciatori-raccoglitori, e khoi (già ottentotti), popolazioni a loro affini di allevatori. Si tratta, con pochissime eccezioni, di lingue assolutamente minoritarie, la gran parte delle quali in pericolo di estinzione;
- lingue austronesiane: l'unica lingua di questa famiglia parlata in Africa è il malgascio del Madagascar, come risultato di una sorprendente colonizzazione dell'isola da parte di navigatori di probabile origine indonesiana, arcipelago situato svariate migliaia di chilometri di oceano ad est.

A queste lingue si devono aggiungere quelle appartenenti alla famiglia delle lingue indoeuropee (prevalentemente inglese, francese e portoghese), portate nel corso degli ultimi 500 anni dai colonizzatori europei. In seguito al processo di decolonizzazione e alla creazione degli Stati africani sono state quasi sempre adottate come lingua ufficiale, spesso sovrapponendosi e imponendosi alle lingue indigene. Una parziale eccezione è rappresentata dall'afrikaans, portato dai colonizzatori olandesi nell'allora disabitata regione del Capo di Buona Speranza e adottato anche da alcune popolazioni locali meticciatesi con i bianchi (colored del capo).
L'estrema frammentazione linguistica, associata alla necessità di comunicazione fra centinaia di gruppi etnici differenti, ha portato spesso, fin dai tempi più antichi, all'adozione di una o più lingue franche utilizzate in caso di contatti fra popolazioni diverse (ad esempio contatti commerciali). Il plurilinguismo è la regola, ancora al giorno d'oggi, soprattutto nell'Africa subsahariana, dove il parlante medio ha generalmente la conoscenza del suo idioma regionale, di una lingua franca (o più di una) tradizionalmente usata nella zona (non sempre identificata ufficialmente) e della lingua ufficiale del suo Stato di residenza (generalmente una lingua di origine europea).

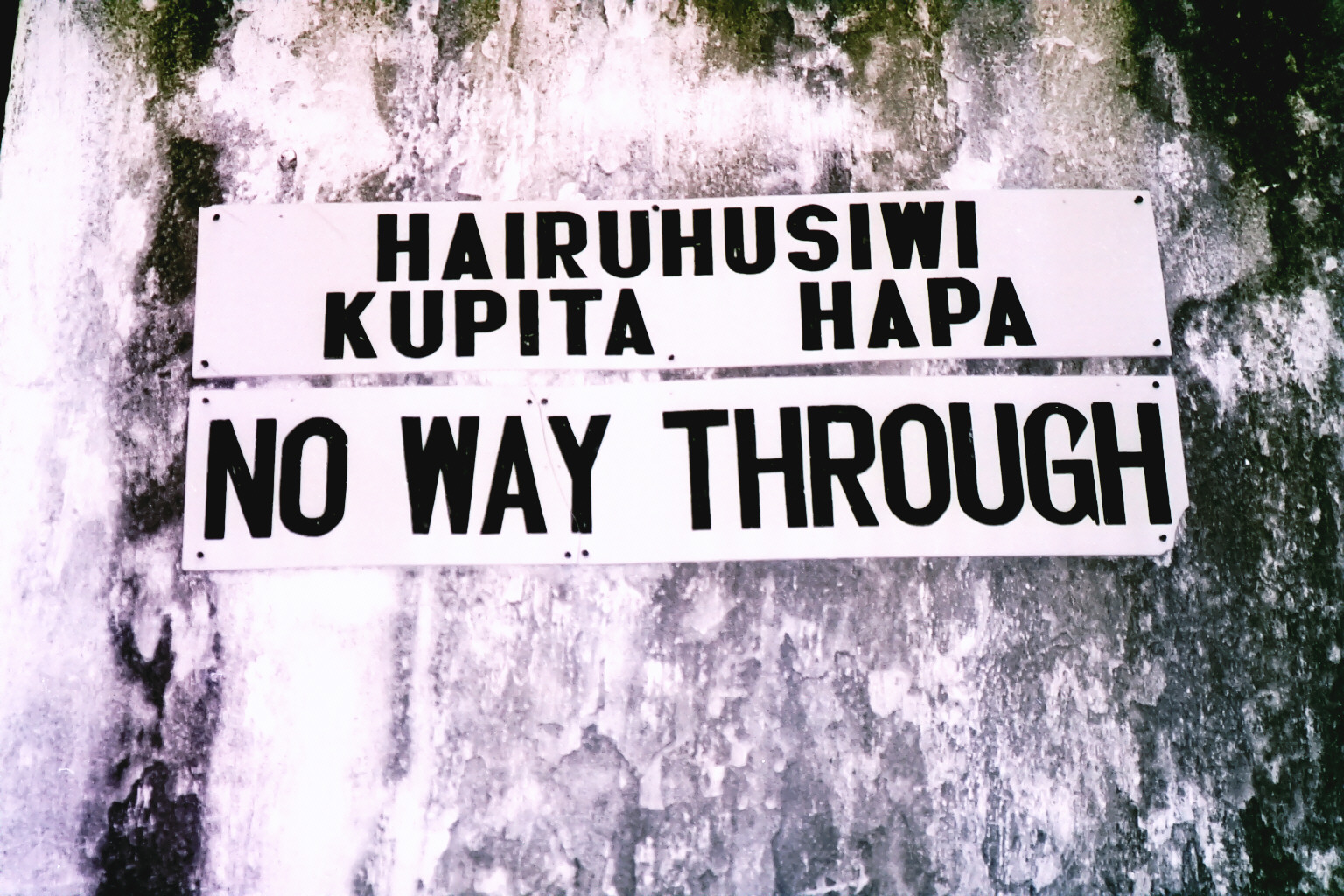
Cartello bilingue (swahili/inglese) a Zanzibar, in Tanzania.

Il processo di colonizzazione e decolonizzazione dell'Africa da parte delle potenze europee ha lasciato in eredità una situazione linguistica in alcuni casi problematica, che è stata affrontata seguendo diverse modalità operative. Nella quasi totalità degli Stati africani a sud del Sahara la lingua ufficiale è un idioma di origine europea (tipicamente l'inglese, il francese o il portoghese, a seconda delle rispettive zone di colonizzazione). In molti casi, tuttavia, i cittadini di uno Stato hanno un livello di conoscenza troppo basso della lingua ufficiale e restano perciò tagliati fuori da numerosi ambiti della vita civile in cui questa conoscenza è obbligatoria. In numerosi Stati l'insegnamento scolastico (ad eccezione di quello di base) è ancora adesso impartito nella lingua ufficiale e non nelle lingue parlate dalla popolazione, creando delle notevoli resistenze nelle comunità.
Altri Stati hanno cercato di percorrere altre strade, elevando a lingua ufficiale una lingua locale in un'ottica di "liberazione" anche linguistica dal giogo coloniale: è il caso, ad esempio, della Tanzania e del Kenya (paesi in cui si parlano parecchie decine di lingue diverse), che negli anni immediatamente successivi all'indipendenza decisero di adottare lo swahili (lingua bantu, anche se essa stessa connessa con una forma di colonizzazione, visti i numerosi prestiti linguistici dall'arabo) al posto dell'inglese, lingua dei precedenti dominatori. In altri casi, alcuni Stati (generalmente di piccole dimensioni) caratterizzati da notevole omogeneità etnica hanno adottato la lingua indigena del gruppo maggioritario come lingua ufficiale, in associazione con la lingua di colonizzazione: è il caso ad esempio del Lesotho (lingua sotho), dello Swaziland (swazi), del Ruanda (kinyarwanda), del Burundi (kirundi) e del Madagascar (malgascio).
Un'eccezione nel panorama africano, al giorno d'oggi, è rappresentata dal Sudafrica; in seguito alla sua travagliata storia di segregazione razziale (apartheid) cessata definitivamente solo negli anni novanta del secolo scorso, la nuova Costituzione garantisce status di ufficialità, oltre che alle lingue europee dei colonizzatori (afrikaans e inglese), anche a 9 lingue africane. Diversa ancora è la situazione dell'Africa del nord, dove fin dal tempo della conquista araba (VII-VIII secolo) è assolutamente preponderante l'utilizzo della lingua araba nelle sue numerose varianti dialettali regionali, a cui si associano le varianti del berbero (o tamazight) nelle regioni del Maghreb e nel Sahara occidentale.

### Religione
La conquista araba avvenne dal 632 al 770; da allora l'[[Islam (nella confessione sunnita) e l'arabo sono la religione e la lingua più diffuse nell'Africa settentrionale e in parte di quella orientale (Somalia, dove tuttavia l'islamizzazione non è avvenuta per conquista militare e la lingua araba non ha avuto una penetrazione così capillare). All'interno del mondo islamico africano sono oggi attivi movimenti fondamentalisti che hanno suscitato profondi e sanguinosi conflitti, specialmente in Algeria e in Egitto. Cospicue minoranze cristiane sono presenti soprattutto in Egitto (ortodossi copti), in Ciad (cattolici e protestanti) e in Sudan (cattolici). In Etiopia la maggiore religione è storicamente una religione cristiana autoctona, rientrante nella famiglia delle chiese ortodosse, mentre in Eritrea le varie religioni cristiane (copti, ortodossi, cattolici di vari riti) equivalgono le confessioni islamiche. Nella fascia del Sahel sopravvivono culti tradizionali di tipo animista, che a volte accolgono elementi dell'Islam e del cristianesimo. Nell'Africa centrale e meridionale sono diffuse le religioni cattolica e protestante, accanto ai culti animisti, pur con presenze di significative minoranze islamiche in Nigeria e Costa d'Avorio.

## Politica
Dall'indipendenza, molti Stati africani hanno conosciuto forti instabilità, spesso sfociate in violente lotte per il potere e guerre civili, sia all'interno di ciascuno Stato, sia tra Stati confinanti. Parte di questi problemi possono essere considerati come eredità del periodo coloniale, con il suo lascito di governi e confini nazionali non rappresentativi delle realtà locali. I confini coloniali, infatti, hanno spesso separato artificialmente popolazioni omogenee o, peggio, hanno costretto alla coabitazione etnie tradizionalmente rivali.
La situazione economico-sociale, specie nell'Africa subsahariana, è una delle più disagiate del Pianeta. Se alcuni Stati, come il Sudafrica e il Botswana, si affermano come dinamiche realtà economiche, seppure segnate da forti disuguaglianze sociali, altri Stati hanno addirittura visto diminuire il PIL pro capite negli ultimi anni. L'aumento massiccio della popolazione e il diffondersi dell'AIDS, oltre alle frequenti siccità e all'instabilità politica, sono alcune delle cause di questo impoverimento.

### Stati

Mappa politica dell'Africa.

Con i suoi 54 Stati l'Africa è il continente con più territori o Stati Indipendenti:
- Algeria (Algeri)
- Angola (Luanda)
- Benin (Porto-Novo)
- Botswana (Gaborone)
- Burkina Faso (Ouagadougou)
- Burundi (Gitega)
- Camerun (Yaoundé)
- Capo Verde (Praia)
- Ciad (N'Djamena)
- Comore (Moroni)
- Costa d'Avorio (Yamoussoukro)
- Egitto (Il Cairo)
- Eritrea (Asmara)
- Etiopia (Addis Abeba)
- Gabon (Libreville)
- Gambia (Banjul)
- Ghana (Accra)
- Gibuti (Gibuti)
- Guinea (Conakry)
- Guinea-Bissau (Bissau)
- Guinea Equatoriale (Malabo)
- Kenya (Nairobi)
- Lesotho (Maseru)
- Liberia (Monrovia)
- Libia (Tripoli)
- Madagascar (Antananarivo)
- Malawi (Lilongwe)
- Mali (Bamako)
- Marocco (Rabat)
- Mauritania (Nouakchott)
- Mauritius (Port Louis)
- Territorio britannico dell'Oceano Indiano
- Mozambico (Maputo)
- Namibia (Windhoek)
- Niger (Niamey)
- Nigeria (Abuja)
- Rep. Centrafricana (Bangui)
- Rep. del Congo (Brazzaville)
- RD del Congo (Kinshasa)
- Ruanda (Kigali)
- São Tomé e Príncipe (São Tomé)
- Senegal (Dakar)
- Seychelles (Victoria)
- Sierra Leone (Freetown)
- Somalia (Mogadiscio)
- Sudafrica (Città del Capo, Pretoria, Bloemfontein)[19]
- Sudan (Khartoum)
- Sudan del Sud (Giuba)
- eSwatini (Mbabane, Lobamba)[20]
- Tanzania (Dodoma)
- Togo (Lomé)
- Tunisia (Tunisi)
- Uganda (Kampala)
- Zambia (Lusaka)
- Zimbabwe (Harare)

A questi si devono aggiungere due Stati che richiedono il riconoscimento internazionale e l'indipendenza:
- Sahara Occidentale (El Ayun), esteso lungo la costa atlantica fra il Marocco e la Mauritania;
- Somaliland (Hargheisa), esteso nella parte settentrionale della Somalia.

Fanno inoltre parte del continente africano l'arcipelago portoghese di Madeira, tre territori spagnoli (Ceuta, Melilla e le isole Canarie), tre isole italiane (Lampedusa, Lampione e Linosa), tre territori francesi (Mayotte, Reunion, le Isole sparse) e le isole britanniche di Sant'Elena, Ascensione e Tristan da Cunha e l'arcipelago yemenita di Socotra.

## Economia

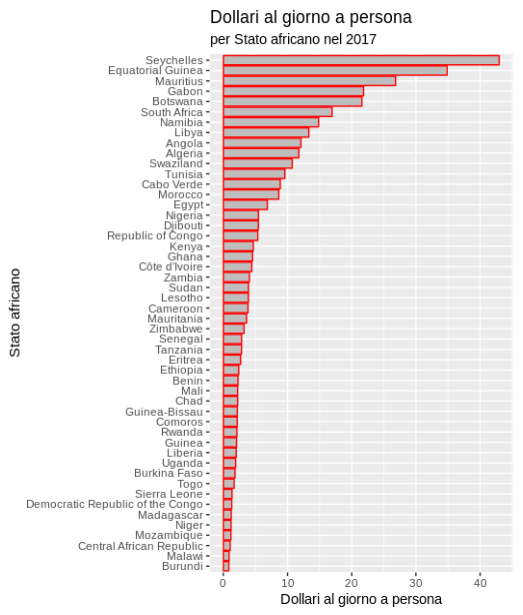
[https://www.imf.org/external/pubs/ft/weo/2018/01/weodata/weorept.aspx?pr.x=36&pr.y=17&sy=2016&ey=2017&scsm=1&ssd=1&sort=country&ds=.&br=1&c=512,946,914,137,612,546,614,962,311,674,213,676,911,548,193,556,122,678,912,181,313,867,419,682,513,684,316,273,913,868,124,921,339,948,638,943,514,686,218,688,963,518,616,728,223,836,516,558,918,138,748,196,618,278,624,692,522,694,622,142,156,449,626,564,628,565,228,283,924,853,233,288,632,293,636,566,634,964,238,182,662,359,960,453,423,968,935,922,128,714,611,862,321,135,243,716,248,456,469,722,253,942,642,718,643,724,939,576,644,936,819,961,172,813,132,726,646,199,648,733,915,184,134,524,652,361,174,362,328,364,258,732,656,366,654,734,336,144,263,146,268,463,532,528,944,923,176,738,534,578,536,537,429,742,433,866,178,369,436,744,136,186,343,925,158,869,439,746,916,926,664,466,826,112,542,111,967,298,443,927,917,846,544,299,941,582,446,474,666,754,668,698,672&s=NGDPDPC&grp=0&a#download dati forniti dal FMI

Sebbene disponga di abbondanti risorse naturali, l'Africa rimane il continente più povero e meno sviluppato del mondo. Questo è il risultato di una serie di cause che possono riguardare governi corrotti che hanno spesso commesso gravi violazioni dei diritti umani, alti livelli di analfabetismo, mancanza di accesso al capitale straniero e frequenti conflitti tribali e militari (che vanno dalla guerriglia al genocidio). Il suo PIL nominale totale rimane inferiore a quello di Stati Uniti, Cina, Giappone, Germania, Regno Unito, Italia, India e Francia. Secondo il Rapporto sullo sviluppo umano delle Nazioni Unite del 2003, le 24 nazioni classificate in basso (dal 151º al 175º posto) sono tutte africane.
La povertà, l'analfabetismo, la malnutrizione, l'approvvigionamento idrico inadeguato e le strutture igienico-sanitarie, nonché la cattiva salute, colpiscono gran parte delle persone che risiedono nel continente africano. Nell'agosto 2008, la Banca mondiale ha annunciato una revisione delle stime sulla povertà globale basata su una nuova linea internazionale di povertà di 1,25 $ al giorno (rispetto alla precedente misura di 1,00 $). Nel 2005 l'81% della popolazione dell'Africa sub-sahariana viveva con meno di 2,50 $ (PPP) al giorno, rispetto all'86% dell'India.
L'Africa sub-sahariana è la regione di minor successo nel mondo per quanto riguarda la riduzione della povertà (1,25 $ al giorno); circa il 50% della popolazione viveva in condizioni di povertà nel 1981 (200 milioni di persone), cifra che è salita al 58% nel 1996 prima di scendere al 50% nel 2005 (380 milioni di persone). Si stima che la persona povera in media nell'Africa sub-sahariana viva solo con 70 centesimi al giorno e risultava più povera nel 2003 rispetto al 1973, indicando una crescente povertà in alcune aree. Alcune delle cause sono da attribuire a programmi di liberalizzazione economica infruttuosi guidati da società e governi stranieri, ma altri studi hanno citato cattive politiche del governo nazionale piuttosto che fattori esterni.
L'Africa è ora a rischio di indebitarsi ancora una volta, in particolare nei paesi dell'Africa subsahariana. L'ultima crisi del debito nel 2005 è stata risolta con l'aiuto del regime dei paesi poveri fortemente indebitati (HIPC). L'HIPC ha prodotto alcuni effetti positivi e negativi sull'economia in Africa. Circa dieci anni dopo che la crisi del debito del 2005 nell'Africa subsahariana è stata risolta, nello Zambia è ritornato il problema. Un motivo marginale fu dovuto al calo dei prezzi del rame nel 2011, ma il motivo principale riguarda una grande quantità di denaro preso in prestito dallo Zambia sprecata o intascata dall'élite. Dal 1995 al 2005, il tasso di crescita economica dell'Africa è aumentato, con una media del 5% nel 2005. Alcuni paesi hanno registrato tassi di crescita ancora più elevati, in particolare l'Angola, il Sudan e la Guinea equatoriale, che avevano appena iniziato a estrarre le loro riserve di petrolio o avevano ampliato la loro capacità di estrazione del petrolio. In un'analisi recentemente pubblicata basata sui dati del World Values Survey, lo scienziato politico austriaco Arno Tausch ha sostenuto che diversi paesi africani, in particolare il Ghana, si comportano abbastanza bene per quanto riguarda la democrazia e l'economia di mercato.
Si ritiene che il continente detenga il 90% del cobalto mondiale, il 90% del platino, il 50% dell'oro, il 98% del cromo, il 70% della sua tantalite, 64% del suo manganese e un terzo del suo uranio. La Repubblica Democratica del Congo (RDC) detiene il 70% del coltan mondiale, un minerale utilizzato nella produzione di condensatori al tantalio per dispositivi elettronici come i telefoni cellulari. La RDC detiene inoltre oltre il 30% delle riserve mondiali di diamanti. La Guinea è il maggiore esportatore mondiale di bauxite. Poiché la crescita in Africa è stata trainata principalmente dai servizi e non dall'industria o dall'agricoltura, è stata una crescita senza posti di lavoro e senza riduzione dei livelli di povertà. In effetti, la crisi della sicurezza alimentare del 2008, avvenuta a seguito della crisi finanziaria globale, ha spinto 100 milioni di persone nell'insicurezza alimentare.
Negli ultimi anni, la Repubblica popolare cinese ha stretto legami sempre più forti con le nazioni africane ed è il principale partner commerciale dell'Africa. Nel 2007, le società cinesi hanno investito in totale 1 miliardo di dollari in Africa. Uno studio dell'Università di Harvard condotto dal professor Calestous Juma ha mostrato che l'Africa potrebbe nutrirsi passando dall'importazione all'autosufficienza. "L'agricoltura africana è al crocevia; siamo giunti alla fine di un secolo di politiche che hanno favorito l'esportazione di materie prime e l'importazione di cibo in Africa. L'Africa sta iniziando a concentrarsi sull'innovazione agricola come nuovo motore per il commercio e le prosperità regionali".
| Stato africano                   | Dollari al giorno a persona |
| -------------------------------- | --------------------------- |
| Seychelles                       | 42,98                       |
| Guinea Equatoriale               | 34,87                       |
| Mauritius                        | 26,83                       |
| Gabon                            | 21,84                       |
| Botswana                         | 21,58                       |
| Sudafrica                        | 16,93                       |
| Namibia                          | 14,83                       |
| Libia                            | 13,31                       |
| Angola                           | 12,08                       |
| Algeria                          | 11,76                       |
| Swaziland (eSwatini)             | 10,73                       |
| Tunisia                          | 9,58                        |
| Capo Verde                       | 8,87                        |
| Marocco                          | 8,63                        |
| Egitto                           | 6,85                        |
| Nigeria                          | 5,46                        |
| Gibuti                           | 5,45                        |
| Repubblica del Congo             | 5,36                        |
| Kenya                            | 4,66                        |
| Ghana                            | 4,56                        |
| Costa d'Avorio                   | 4,43                        |
| Zambia                           | 4,05                        |
| Sudan                            | 3,91                        |
| Lesotho                          | 3,90                        |
| Camerun                          | 3,84                        |
| Mauritania                       | 3,61                        |
| Zimbabwe                         | 3,22                        |
| Senegal                          | 2,84                        |
| Tanzania                         | 2,83                        |
| Eritrea                          | 2,68                        |
| Etiopia                          | 2,39                        |
| Benin                            | 2,28                        |
| Mali                             | 2,22                        |
| Ciad                             | 2,22                        |
| Guinea-Bissau                    | 2,18                        |
| Comore                           | 2,16                        |
| Rwanda                           | 2,11                        |
| Guinea                           | 2,05                        |
| Liberia                          | 2,00                        |
| Uganda                           | 1,92                        |
| Burkina Faso                     | 1,82                        |
| Togo                             | 1,67                        |
| Sierra Leone                     | 1,35                        |
| Repubblica Democratica del Congo | 1,31                        |
| Madagascar                       | 1,23                        |
| Niger                            | 1,21                        |
| Mozambico                        | 1,18                        |
| Repubblica Centrafricana         | 1,06                        |
| Malawi                           | 0,89                        |
| Burundi                          | 0,86                        |

## Sport

### Calcio
Sport più seguito in tutti i paesi africani è il calcio, sia a livello di club che di nazionale. La massima competizione continentale per club è la CAF Champions League che si gioca dal 1964. Per le nazionali esistono due competizioni, entrambe a cadenza biennale: il Campionato delle nazioni africane, riservato a squadre nazionali formate solo da calciatori che giocano nel campionato del paese (i calciatori che giocano all'estero non possono essere convocati), e la Coppa delle nazioni africane, aperta a tutti i giocatori.
Nel 2010 il continente africano ospitò per la prima volta i mondiali di calcio, in Sudafrica.

### Pallacanestro
Ogni due anni vengono organizzati i campionati maschili e femminili di pallacanestro, organizzati da FIBA Africa.

### Cricket
Il cricket è popolare in alcune nazioni africane. Il Sudafrica e lo Zimbabwe hanno lo status di test cioè membri effettivi dell'ICC, mentre il Kenya è la principale squadra non di test e in precedenza aveva lo status di One Day International (ODI) (dal 10 ottobre 1997 al 30 gennaio 2014). I tre paesi hanno ospitato congiuntamente la Coppa del Mondo di cricket 2003. La Namibia è l'altro paese africano ad aver giocato una Coppa del Mondo.

### Rugby
Il rugby è popolare in diverse nazioni dell'Africa meridionale. La Namibia e lo Zimbabwe sono entrambe apparse in più occasioni alla Coppa del Mondo di rugby, mentre il Sudafrica (noti come Springboks) è la squadra nazionale di maggior successo (insieme alla Nuova Zelanda) al Mondiale di rugby, avendo vinto il torneo in quattro occasioni, nel 1995, 2007, 2019 e 2023. Il Sudafrica ha ospitato l'edizione del 1995.